# Monopterus indicus
Monopterus indicus је зракоперка из реда Synbranchiformes. 

## Угроженост
Ова врста је на нижем степену опасности од изумирања, и сматра се скоро угроженим таксоном.

## Распрострањење
Индија је једино познато природно станиште врсте.

## Популациони тренд
Популациони тренд је за ову врсту непознат.

## Станиште
Станишта врсте су мочварна подручја, речни екосистеми и слатководна подручја.